# Умальта
Умальта́ (рос. Умальта) — колишнє селище у складі Верхньобуреїнського району Хабаровського краю, Росія.

## Історія
Селище Половинка було утворене 1934 року при молібденовому руднику, був центром Половинської сільради.
12 вересня 1942 року селище отримало статус міського та назву Умальтінський, відповідно сільрада перетворена в селищну раду.
23 травня 1963 року селище втратило міський статус і отримало назву Умальта.
28 травня 2001 року селище було ліквідоване.